# میخانه سرخ

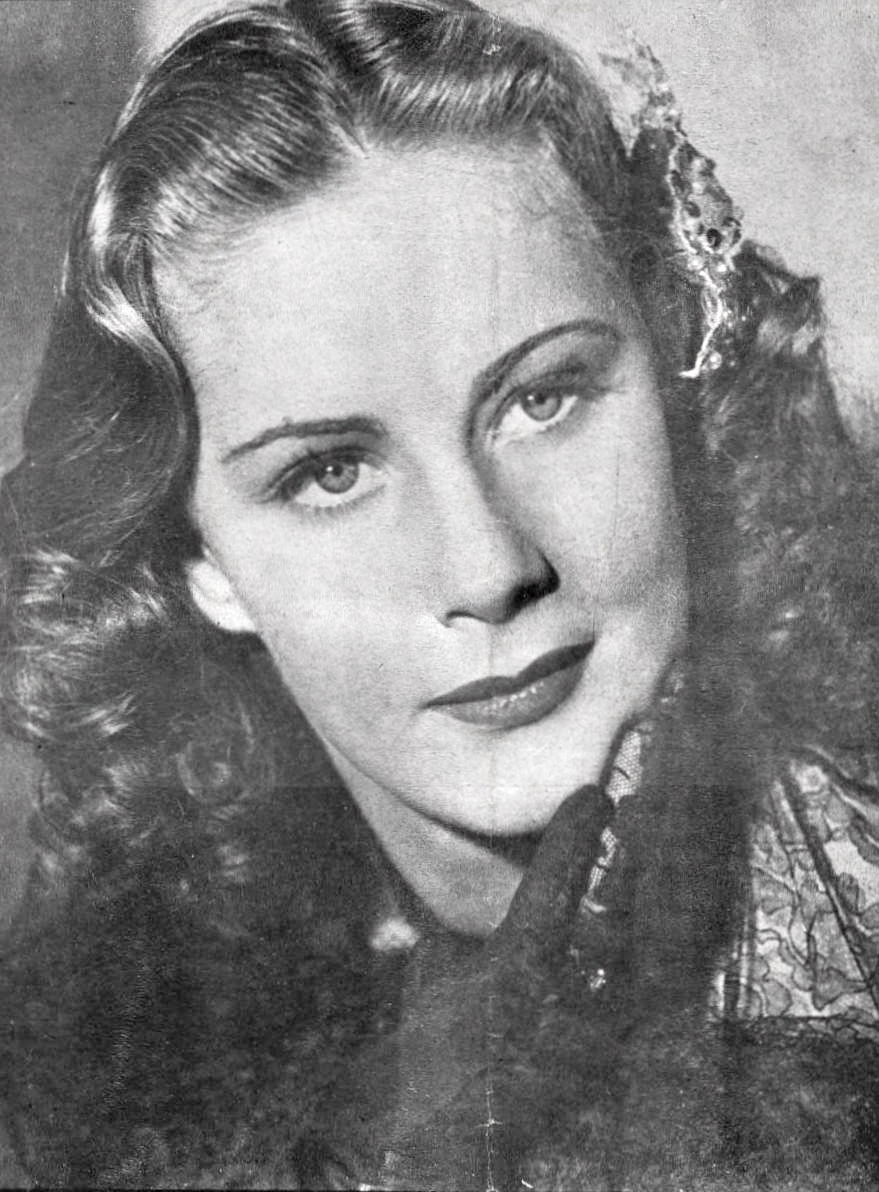
آلیدا والی بازیگر فیلم «میخانه سرخ»

میخانه سرخ (انگلیسی: Red Tavern) فیلمی در ژانر کمدی است که در سال ۱۹۴۰ منتشر شد. از بازیگران آن می‌توان به آلیدا والی و اورسته بیلانچیا اشاره کرد.